# Skottlands runinskrifter 2
Sc 2 är en vikingatida keltisk brosch i Hunterston, Strathclyde, North Ayrshire kommun. Ytterligare ca 25 tecken finns. Tidigare signum: Br Olsen;169C och Br Sc2.

## Inskriften
Translitterering av runraden:
malbriþa a stilk ÷ ...
Normalisering till runsvenska:
Melbrigða á stilk ...
Översättning till nusvenska:
Melbrigda äger den här broschen.
Melbrigda är keltiskt namn, känd från inskrifterna Br Olsen;208b (mail:brikti) och Br Page1998;21 (mailb---). Máel Brigte (dyrkare av Brigid) är känd från Orkneyinga saga, han post mortem dödade Sigur Eysteinsson.